# کمیته ششم مجمع عمومی سازمان ملل متحد
کمیته ششم مجمع عمومی سازمان ملل متحد (که به عنوان کمیته حقوقی یا C6 نیز شناخته می‌شود) یکی از شش کمیته اصلی مجمع عمومی سازمان ملل است. این امور در درجه اول به امور حقوقی می‌پردازد و اصلی‌ترین بحث برای بررسی حقوق بین‌الملل و سایر موارد حقوقی مربوط به سازمان ملل است.

## اجباری
مجمع عمومی سازمان ملل متحد برای ارتقاء پیشرفت مترقی حقوق بین‌الملل عمومی مطابق با منشور سازمان ملل، وظیفه صریحی دارد. به‌طور خاص، در ماده ۱۳ آمده‌است که مجمع عمومی صلاحیت دارد "مطالعات را آغاز کند و توصیه‌هایی را برای این منظور انجام دهد: ""
عمل بعدی این ماده را به عنوان یک مجوز گسترده برای تدوین معاهدات جدید در مورد گسترده‌ترین موضوعات، تفسیر آنها و توصیه به آنها برای امضاء بعدی، تصویب یا الحاق به آنها تفسیر کرده‌است. در حالی که مذاکرات مربوط به قانون سازی بین‌المللی در انواع نهادهای تخصصی سازمان ملل متحد انجام می‌شود، بسته به موضوع واقعی آنها، آن مذاکرات مربوط به حقوق بین‌الملل عمومی معمولاً در کمیته ششم برگزار می‌شود.

## ترکیب و روش کار
کمیته ششم عضویت جهانی دارد، به این ترتیب تمام کشورهای عضو سازمان ملل متحد حق دارند در دادرسی خود نمایندگی کنند. کشورهای غیر عضو با وضعیت ناظر نیز ممکن است در بحث‌های کمیته شرکت کنند.
کمیته ششم همه ساله به مدت شش هفته به موازات جلسه سالانه مجمع عمومی تشکیل می‌شود که کار آن پس از بحث عمومی آغاز می‌شود و تا اواسط آبان به پایان می‌رسد. بعضی اوقات، ممکن است کمیته نیز بنا به درخواست مجمع عمومی برای رسیدگی به سؤالات اساسی مجدداً تشکیل شود. قبل از شروع کار کمیته، مجمع عمومی لیستی از موضوعات دستور کار را برای آن اختصاص می‌دهد. موارد دستور کار مشترک شامل موارد زیر است:
- ارتقاء عدالت و حقوق بین‌الملل
- مسئولیت پذیری و عدالت داخلی سازمان ملل اهمیت دارد
- کنترل دارو
- پیشگیری از جرم
- مبارزه با تروریسم بین‌المللی

کمیته همچنین گزارش‌های سالانه ارگان‌های گزارشگری خود را می‌شنود، همچنین درخواست‌های مربوط به وضعیت ناظر را در مجمع عمومی در نظر می‌گیرد.
کمیته در ابتدای جلسه خود یک بحث کلی ندارد، بلکه در عوض موارد برنامه‌های خود را بحث می‌کند، پس از برنامه کار مصوب در اولین جلسه خود. پس از بحث‌ها و مذاکرات رسمی، هر گونه پیشنهادی برای تصویب نهایی به مجامع مجمع عمومی ارسال می‌شود. اگر مسئله خاص برای کمیته بسیار پیچیده باشد، ممکن است آن را به کمیسیون حقوق بین‌الملل ارجاع دهد، یا ممکن است یک کمیته موقت ایجاد کند تا در مورد آن بحث کند.
نکته برجسته کار کمیته ششم، «هفته حقوق بین‌الملل» است که از اواخر اکتبر آغاز می‌شود، هنگامی که مشاوران عالی حقوقی کشورهای عضو در نیویورک برای بررسی گزارش کمیسیون حقوق بین‌الملل در نیویورک جمع می‌شوند. علاوه بر این، در طول هفته، گزارش‌های دیوان بین‌المللی دادگستری و دیوان بین‌المللی دادگستری نیز به جلسات مجمع عمومی ارائه می‌شود.

## ارگانهای گزارشگر
ارگان‌های زیر همه از طریق کمیته ششم به مجمع عمومی گزارش می‌دهند:
- کمیته روابط با کشور میزبان
- کمیسیون حقوق بین‌الملل
- کمیته ویژه منشور سازمان ملل و تقویت نقش سازمان
- کمیسیون حقوق تجارت بین‌المللی سازمان ملل
- برنامه کمک سازمان ملل در امر آموزش، مطالعه ، انتشار و قدردانی گسترده‌تر از قوانین بین‌المللی
- کمیته‌های تبلیغاتی متنوعی که توسط مجمع عمومی در زمینه کار C6 ایجاد شده‌است

## معاهدات و قطعنامه‌ها در کمیته ششم مذاکره شد
معاهدات و قطعنامه‌های زیر به‌طور کلی یا جزئی در کمیته ششم مذاکره شده‌است:
- کنوانسیون وین در سال ۱۹۶۱ در مورد قرارداد وین دربارهٔ روابط سیاسی
- کنوانسیون وین در مورد قانون معاهدات ۱۹۶۹
- اعلامیه ۱۹۷۰ در اصول حقوق بین‌الملل، روابط دوستانه و همکاری بین کشورها مطابق منشور سازمان ملل متحد
- کنوانسیون ۱۹۷۳ در مورد پیشگیری و مجازات جرایم علیه افراد تحت حمایت بین‌المللی، از جمله نمایندگان دیپلماتیک (کنوانسیون حمایت از دیپلمات‌ها)
- کنوانسیون وین در سال ۱۹۷۸ در مورد جانشینی کشورها در مورد معاهدات
- کنوانسیون بین‌المللی ۱۹۷۹ علیه گروگان‌گیری (کنوانسیون گروگان‌ها)
- کنوانسیون ۱۹۹۵ دربارهٔ امنیت سازمان ملل و کارمندان وابسته
- اعلامیه ۱۹۹۴ در مورد اقدامات برای از بین بردن تروریسم بین‌المللی
- همچنین مکمل اعلامیه ۱۹۹۶، مصوب قطعنامه ۵۱/۲۱۰ مجمع عمومی، ۱۷ دسامبر ۱۹۹۶
- کنوانسیون بین‌المللی ۱۹۹۷ برای سرکوب بمب‌گذاری‌های تروریستی (کنوانسیون بمباران تروریستی)
- کنوانسیون ۱۹۹۷ قانون قانون استفاده‌های غیر ناوبری از مسیرهای بین‌المللی آب
- اساسنامه رم در سال ۱۹۹۸ دادگاه بین‌المللی کیفری
- کنوانسیون بین‌المللی ۱۹۹۹ برای سرکوب تأمین مالی تروریسم (کنوانسیون تأمین مالی تروریسم)
- پیش نویس مقاله ۲۰۰۱ در مورد مسئولیت دولتها در قبال اقدامات بین‌المللی اشتباه
- کنوانسیون بین‌المللی ۲۰۰۵ برای سرکوب اقدامات تروریسم هسته ای (کنوانسیون تروریسم هسته ای)
- اعلامیه سازمان ملل در مورد کلونینگ انسانی ۲۰۰۶